# Chupadero (cratère martien)
Pour les articles homonymes, voir Chupadero.
Chupadero est un cratère d'impact de 8 km de diamètre situé sur Mars dans le quadrangle de Syrtis Major par 6,1° N et 83,4° E au sud-ouest d'Isidis Planitia.